# Павлово (Нікольський район)
Па́влово (рос. Павлово) — присілок у складі Нікольського району Вологодської області, Росія. Входить до складу Аргуновського сільського поселення.

## Населення
Населення — 54 особи (2010; 78 у 2002).
Національний склад (станом на 2002 рік):
- росіяни — 99 %